# Анти-НМДА рецепторски енцефалитис
Анти-НМДА рецепторски енцефалитис је је потенцијално смртоносни клинички ентитет који припада групи енцефалитиса посредованих антителима против синаптичких протеина. Карактерише га присуство ИгГ антитела против НР1 подјединице НМДА рецептора (НМДА-Р), који су повезани са психијатријским и неуролошким симптомима који се развијају у фазама током болести. Преовлађивање неуропсихијатријских симптома у раним стадијумима болести доводи до повећања броја пацијената који траже психијатријску процену као први контакт са здравственим системом.
Већина пацијената са анти-НМДАР енцефалитисом развија вишестепену болест која напредује од почетних психијатријских симптома до поремећаја памћења, напада, дискинезије и кататоније. Психијатријске манифестације укључују анксиозност, манију, социјално повлачење и психозу (или заблуде, халуцинације, неорганизовано понашање). Поремећај је чешћи код жена (80%), од којих је приближно половина повезан са основним тератомом јајника. 
Лечење укључује имуносупресију, при чему се стероиди и интравенски имуноглобулин сматрају првом линијом. Поремећај је посебно релевантан за психијатре, јер већину пацијената иницијално прегледају психијатријске службе. Психијатри треба да размотре анти-НМДАР енцефалитис код пацијената који имају психозу, као и дискинезију, нападе и/или кататонију, посебно ако пацијент нема историју психијатријског поремећаја.
Од виталног је значаја да лекари правовремено препознају овај ентитет као важну диференцијалну дијагнозу у својој клиничкој пракси јер, упркос озбиљности овог стања, више од 75% пацијената постиже значајан опоравак уз одговарајуће и благовремено лечење.

## Епидемиологија
Процењени број случајева ове болести је 1,5 на милион људи годишње. Према Калифорнијском пројекту за енцефалитис, болест има већу инциденцу од појединачних вирусних парњака код пацијената млађих од 30 година.
Највећа серија случајева из 2013. године карактерише 577 особа са анти-НМДА рецепторским енцефалитисом. Подаци су били ограничени, али пружају најбољу апроксимацију дистрибуције болести. Откривено је да жене чине 81% случајева. Почетак болести је искривљен према деци, са средњом старошћу дијагнозе од 21 године. Преко трећине случајева су била деца, док су само 5% случајева били пацијенти старији од 45 година. Исти преглед је показао да је 394 од 501 пацијента (79%) имало добар исход до 24 месеца, 30 људи (6%) је умрло, а остали су остали са благим до тешким дефицитима. Студија је навела да од 38% оних који су имали туморе, 94% оних који су имали тератоме јајника. У оквиру те подскупине, афричке и азијске жене су чешће имале тумор, али то није било релевантно за преваленцију болести унутар тих расних група.

## Патофизиологија
НМДА рецептор је специфичан тип јонотропног глутаматног рецептора зависног од лиганда и напона. Он  има важну улогу у синаптичкој пластичности везаној за памћење  спознају и понашање. Састоји се од комбинација различитих подјединица (ГлуН1, ГлуН2 и ГлуН3) и, пацијенти са овом врстом енцефалитиса имају аутоантитела против ГлуН1/ГлуН2 хетеродимера. Са своје стране, аутоантитела против НМДА рецептора су имуноглобулини типа Г усмерени против екстрацелуларних епитопа ГлуН1 подјединице.  Везивање антитела за рецептор изазива његову интернализацију у ћелију и доводи до хипофункције.  
Порекло ових антитела варира. У многим случајевима то је повезано са "окултном неоплазијом" - обично окултним бенигним тератомима.  Ако постоји, неоплазија би изазвала "почетну експанзију Т и Б ћелија и производњу специфичних антитела против тумора" која би, међутим, имала унакрсно реактивне ефекте са НМДА рецепторима,  с обзиром на то да тератоми садрже различите врсте ћелија, укључујући нервне ћелије.  Претпоставља се да вирусна инфекција — на пример, вирус херпес симплекса је покретач болести — може да изазове промене у крвно-можданој баријери и омогући да антитела прођу у нервни систем .  
Можда тумор  није неопходан за настанак енцефалитиса. Уместо тога, „продромална инфекција може деловати као антигенски окидач за експанзију специфичних лимфоцита против НМДА рецептора путем молекуларне мимикрије. 
Друга могућност је развој антитела против НМДА рецептора у другим деловима тела, пошто се овај рецептор и његове подјединице налазе и на другим местима као што су бубрези, бета ћелије, миокард и плућа. Ако су ткива која их садрже инфицирана, "протеини и молекуларни обрасци повезани са патогеном у инфицираним ткивима" бивају заробљени ћелијама које представљају антиген - углавном макрофагима. Потоњи би имали способност да „разбију толеранцију Т ћелија“, што до тада служи као механизам који спречава развој аутоимуности.  

## Клиничка слика
Пре развоја комплекса симптома који је специфичан за анти-НМДА рецепторски енцефалитис, болесници могу имати продромалне симптоме, укључујући главобоље, болест налик грипу или симптоме сличне инфекцији горњих дисајних путева. Ови симптоми могу бити присутни недељама или месецима пре почетка болести. Осим продромалних симптома, болест напредује различитим брзинама, а пацијенти могу имати и различите неуролошке симптоме.  
Током почетне фазе болести, симптоми се мало разликују код деце и одраслих. Промене понашања су уобичајени први симптом у обе групе. Ове промене често укључују узнемиреност, параноју, психозу и насилно понашање. Друге уобичајене манифестације укључују нападе и бизарне покрете, углавном усана и уста, али такође укључују покрете ногама или рукама који подсећају на свирање клавира. Неки други симптоми типични током почетка болести укључују оштећење когниције, недостатак памћења и проблеме са говором (укључујући афазију, персеверацију или мутизам).
Симптоми су обично психијатријске природе, што може отежати диференцијалну дијагнозу. У многим случајевима то доводи до тога да болест остане недијагностикована.
Како болест напредује, симптоми постају медицински хитни и често укључују аутономну дисфункцију, хиповентилацију, церебеларну атаксију, губитак осећаја на једној страни тела, губитак свести или кататонију. Током ове акутне фазе, већини пацијената је потребан третман у јединици интензивне неге да би се стабилизовали дисање, откуцаји срца и крвни притисак. 
Једна од карактеристика анти-НМДА рецепторског енцефалитиса је истовремено присуство многих од горе наведених симптома. Већина пацијената има најмање четири симптома, а многи имају шест или седам током болести.

## Дијагноза
Да би се потврдила дијагноза ове болести, потребне су студије цереброспиналне течности (ЦСФ) . Код 94% пацијената постоје промене у ЦСФ, обично претежно лимфоцитна плеоцитоза. С друге стране, 30% појединаца показује повишене нивое протеина, а 66% има специфичне олигоклоналне траке у цереброспиналној течности.
Неке студије које се користе за дијагнозу су електроенцефалограм (ЕЕГ) и магнетна резонантна томографија. Док је компјутеризована томографија нормална код две трећине пацијената, абнормалности у ЕЕГ-у постоје у 90% случајева.  У последњем, примећује се неспецифично успоравање и дезорганизација позадинске активности. Даље, ритмичка активност се примећује у кататоничној фази.  Неки истраживачи указују да овај тест помаже у разликовању других врста енцефалитиса и примарних психијатријских поремећаја.  
Коначна дијагноза се поставља откривањем антитела против НМДА рецептора у крви или ликвору — златни стандард  Детекција антитела у крвном серуму и ликвору може се обавити имунохистохемијом мозга миша , тестом заснованим на ћелијама — са ћелијама ХЕК 293 — или културом неурона хипокампуса миша.  Када су у питању жене  код којих се сумња на ову болест дијагноза је усмерена на тражење тератома јајника помоћу магнетне резонантне томографије, компјутерске томографије или ултразвука .

## Диференцијална дијагноза
Други аутоимуни или вирусни енцефалитис, као што је онај изазван хуманим херпесвирусом , треба узети у обзир у диференцијалној дијагнози. Поред других аутоимуних болести, као што су Сјогренов синдром или антифосфолипидни синдром, тровања угљен моноксидом , метанолом , цијанидом или недозвољеним лековима, порфирија и митохондријалне болести. Од осталих дијагноза требало би имати у виду туморе темпоралног режња, метастазе на мозгу, системски еритематозни лупус, Хашимотов енцефалитис и примарне презентације епилепсије и психијатријских поремећаја.  У том смислу, психотични и шизофрениформни поремећаји морају бити искључени.

## Терапија
Лечење енцефалитиса изазвано антителима против НМДА рецептора састоји се од:
- мера подршке,
- симптоматског лечења,
- имунотерапије
- уклањања тумора, ако је примењиво.

Пре свега, препоручује се примена великих доза кортикостероида и интравенски имуноглобулин и размена плазме, поред лечења тумора. С обзиром на то да промене понашања могу ометати лечење, седација је уобичајена код пацијената пре замене плазме. Ритуксимаб и циклофосфамид се сматрају третманом друге линије и, као такви, користе се код пацијената код којих терапија прве линије не функционише.  С друге стране, отприлике 75% успева да се опорави или пати од мањих последица, остали умиру или преживе са озбиљним последицама.  У том смислу, рано лечење је повезано са бољом прогнозом. 
Третман стероидима се „разликује и укључује дексаметазон или велике дозе метилпреднизолона , дате током три до пет дана са или без сужавања“. Ови лекови се обично комбинују са интравенским имуноглобулином.  С друге стране, други аутори указују да се психотични симптоми и понашања лече антипсихотицима — у почеткуб употребом кветиапина и истичу да је хлорпромазин користан код пацијената који одбијају оралне лекове, иако наглашавају избегавање моћних антипсихотика -, иако ови лекови може отежати дијагнозу. У односу на поремећаје сна који се редовно јављају, клонидин и бензодиазепини су били "успешни" у лечењу. Потоњи - као што је лоразепам - се такође користе у случају кататоничних симптома. Ако нема одговора, кататонија се обично лечи електроконвулзивном терапијом .  Имуносупресија се одржава код неких пацијената и до годину дана. Остали елементи супортивног третмана укључују антиепилептике, физикалну терапију, „еколошко и медицинско” управљање спавањем, механичку вентилацију за хиповентилацију и терапију говорних проблема. 
Иако је у протеклих 15 година направљен велики напредак у терапији, потребне су даље студије да би се оптимизовали тренутно коришћени режими и распореди дозирања и да се развију циљанији и ефикаснији третмани са повољним безбедносним профилом.

### Терапија одржавања
Релапси се могу јавити у 10-30% случајева, обично у прве две године од почетка болести.
Нема убедљивих доказа за хроничну имунотерапију одржавања код анти-НМДАР енцефалитиса, осим за пацијенте са релапсима упркос имунотерапији друге линије или за оне са тешким и продуженим оштећењима. Поновно дозирање ритуксимаба, месечно дуже од 6 месеци и дуготрајно одржавање преднизолоном или агенасима који штеде стероиде, као што су азатиоприн и мофетил микофенолат, су међу опцијама које су до сада коришћене.

## Прогноза
Процес опоравка од анти-НМДАР енцефалитиса може трајати много месеци. Симптоми се могу поново појавити обрнутим редоследом,а пацијент може поново да искуси психозу, што многе људе наводи да лажно верују да се пацијент не опоравља. Како се процес опоравка наставља, психоза попушта. На крају, друштвено понашање и извршне функције оболеле особе почињу да се побољшавају.